# Vitamina K epossido reduttasi
La vitamina K epossido reduttasi, abbreviato anche in VKOR, è un enzima coinvolto nel processo di riduzione della vitamina K nel ciclo della vitamina permettendone la sua ricostituzione.
L'enzima interviene nel processo di conversione della vitamina K presente sotto forma di epossido, permettendo la ricostituzione di vitamina K, un cofattore essenziale per i processi di coagulazione del sangue vari. Questo enzima è il bersaglio dell'azione del warfarin, il quale ne determina l'inibizione. 
È stato scoperto che il gene che codifica per l'enzima è espresso ubiquitariamente nelle cellule endoteliali vascolari, nelle cellule muscolari lisce, nei fibroblasti e nei cardiomiociti facendo ipotizzare che l'enzima, oltre che essere coinvolto nel processo coagulativo, sia anche necessario nell'angiogenesi.